# Liste von Gnostikern
Gnostiker sind Vertreter der Gnosis bzw. des Gnostizismus.

## Gnostische Gruppen

### Persische Gnostiker
- Mandäer bis heute existierend.
- Manichäer

### Syrisch-ägyptische Gnostiker
- Sethianer
- Valentinianer
- Basilidianer
- Ophiten
- Kainiten
- Karpokratianer
- Borboriten

### Gnostiker des Mittelalters
- Bogomilen
- Katharer (Albigenser)

### Deutsch-Gnostiker
- Rosenkreuzer

## Personen des Gnostizismus
- Simon Magus
- Leucius Charinus, angeblicher Autor eines späten Zyklus von Apostelakten
- Menandros
- Satornilos
- Kerinth
- Saturninus
- Monoimus
- Karpokrates und sein Sohn Epiphanes
- Bardesanes von Edessa
- Ptolemäus sowie Colorbasus
- Valentinus
- Basilides von Alexandria
- Marcion von Sinope, mit gnostischen Tendenzen

Neuzeitliche Personen, nach manchen Autoren gnostisch beeinflusst:
- Jacob Taubes, Philosoph und Religionswissenschaftler
- Carl Schmitt, Staatsrechtler und Philosoph
- Samael Aun Weor
- Antonio Orbe, Jesuit, Professor an der PUG Rom